# 陈智伦
陈智伦（1946年—），汉族，中华人民共和国政治人物、第十一届全国政协委员。
加入中国民主促进会，担任民进中央委员、四川省委副主委、四川省高级人民法院原副院长。2008年，当选第十一届全国政协委员，代表社会科学界，分入第三十三组。并担任社会和法制委员会专委。